# Bärok

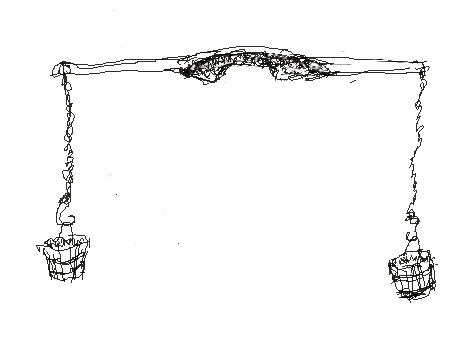
Ok

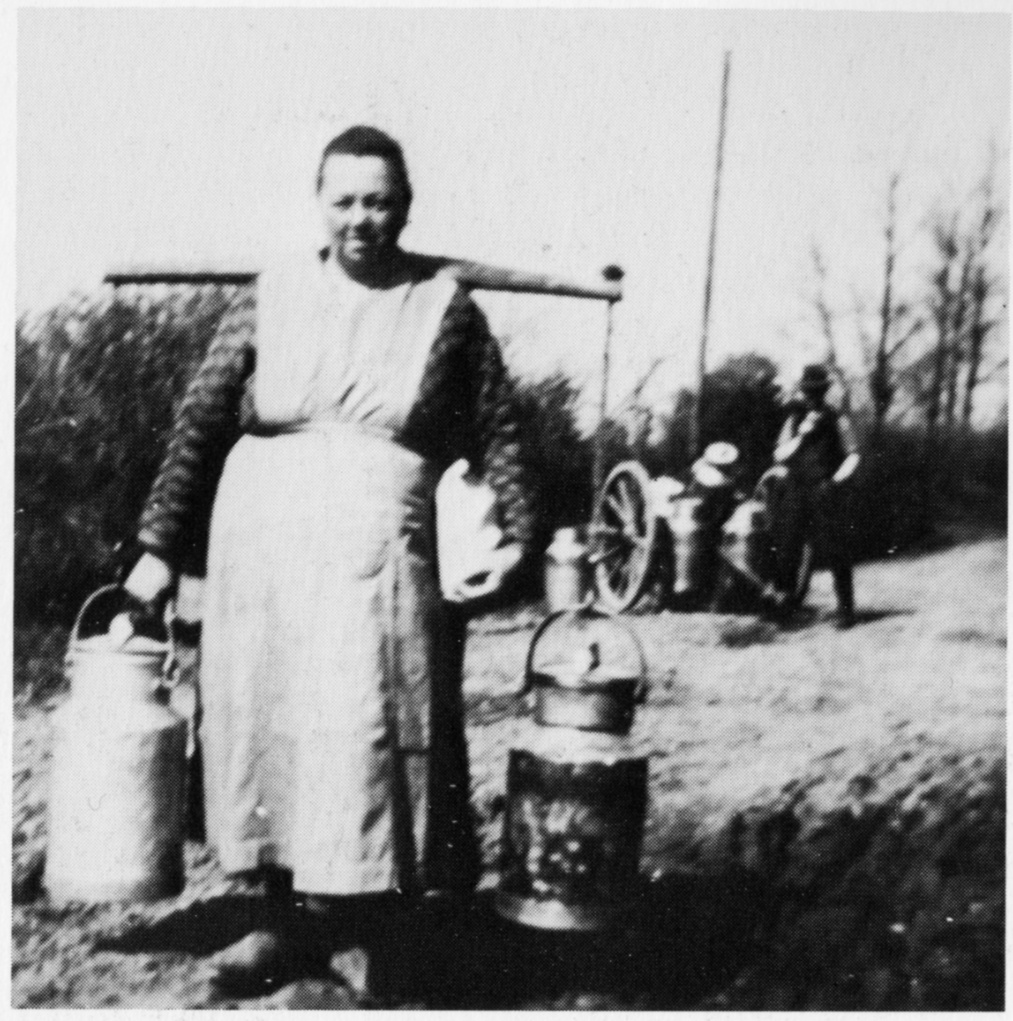
Bondkvinna med bärok med mjölkkrukor i trakten av Haderslev i mellankrigstidens Danmark

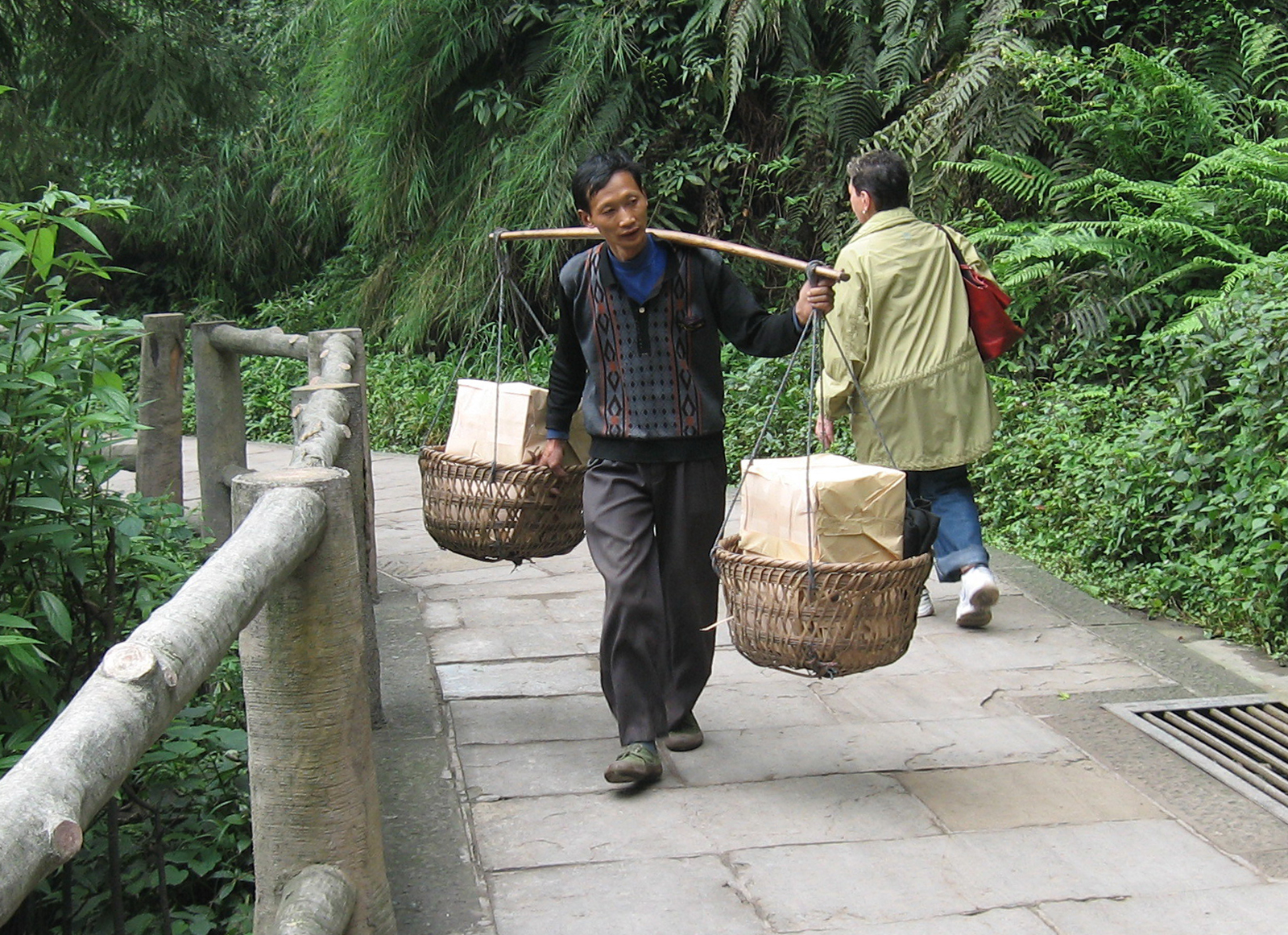
Ok, eller bärstång, i senare tiders Kina

Ett ok eller bärok är ett redskap som används för att utjämna vikt, genom att läggas över skuldrorna. Oket medger att bära en tyngre vikt än man annars skulle klara, därför att belastningen anbringas på ett bättre sätt. 
Oket har som redskap används sedan mycket länge.
Oket utformas i västliga länder vanligen av ett enda omkring 1,5 meter långt trästycke, rakt eller böjt, med krokar och kedjor eller rep i var ände. Mittenpartiet skärs ut så att den formas efter nacke och skuldror. I ändarna hängs två, helst lika tunga bördor, ofta vätskekärl. Träet i Sverige var ofta aske. Ok var vanliga i lantbruket, men användes också till exempel i byggen av murarhantlangare för att bära upp färdigblandat murbruk till murarna.
I Ostasien motsvaras det stela oket vanligen av en längre sviktande stång, ofta av bambu, med balanserande vikter, buren över ena axeln.

## Bildgalleri

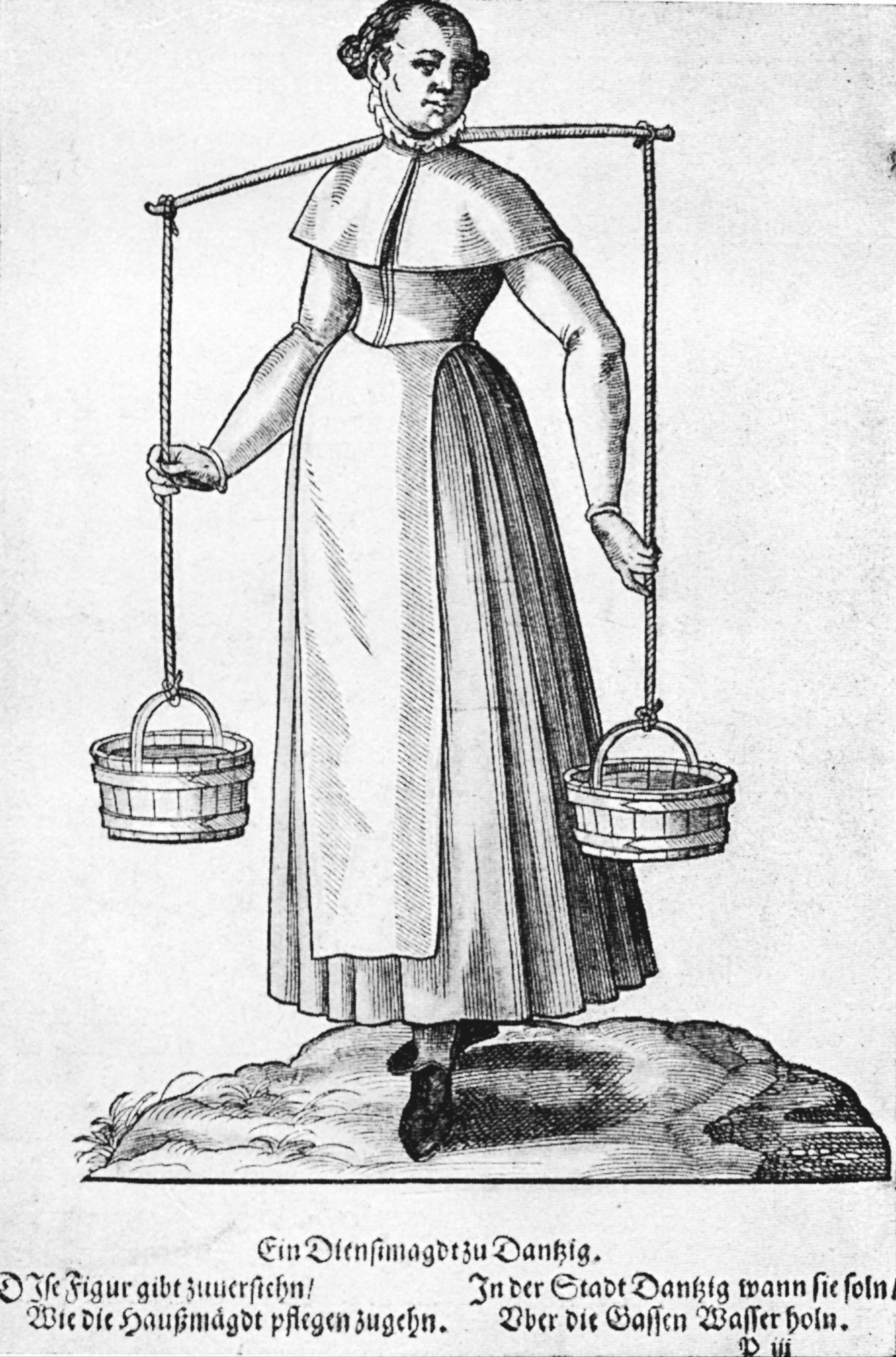
Tjänsteflicka i Danzig, 1500- eller 1600-talet
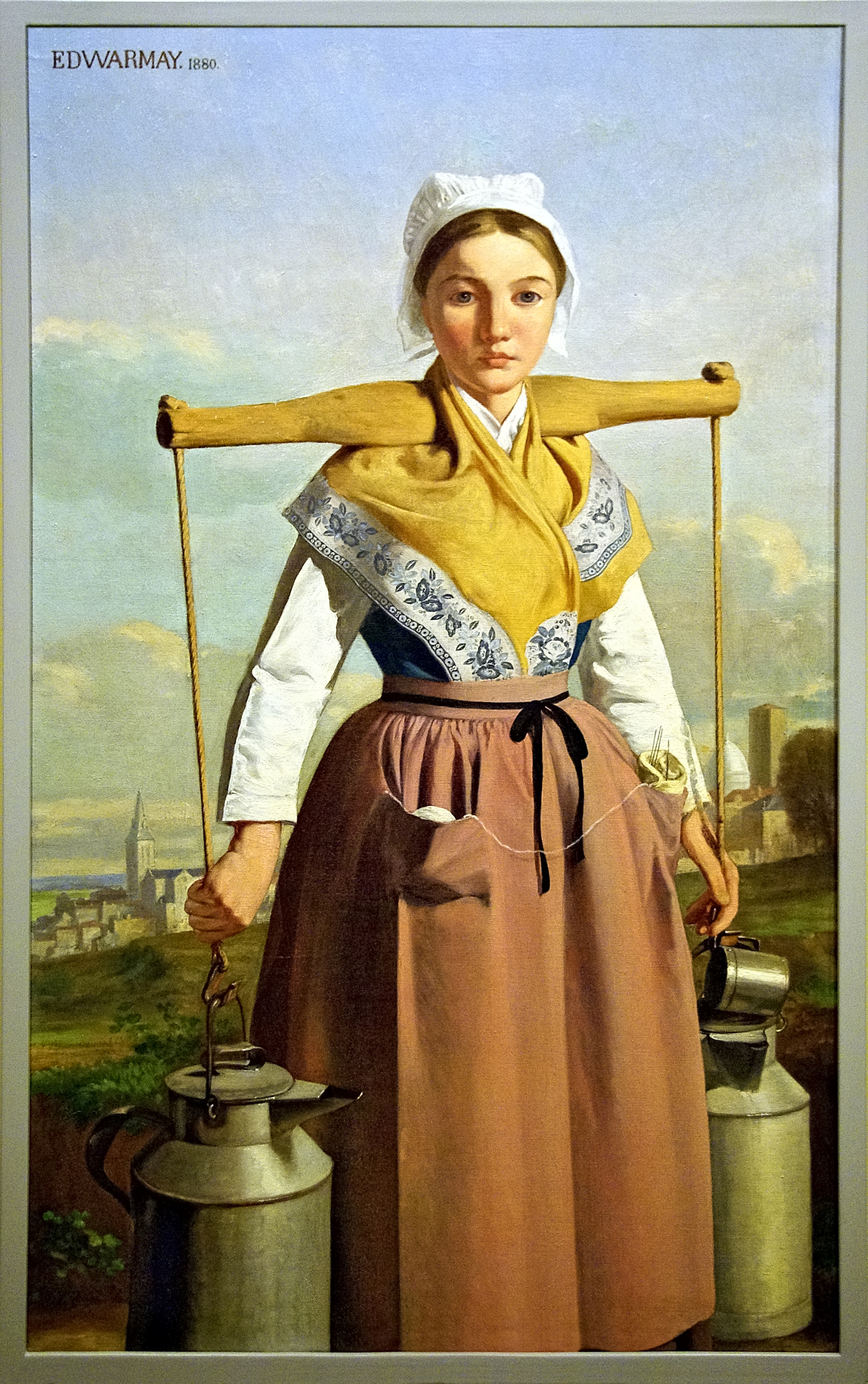
Louis-Edouard May (1807-1881): La Petite Laitière
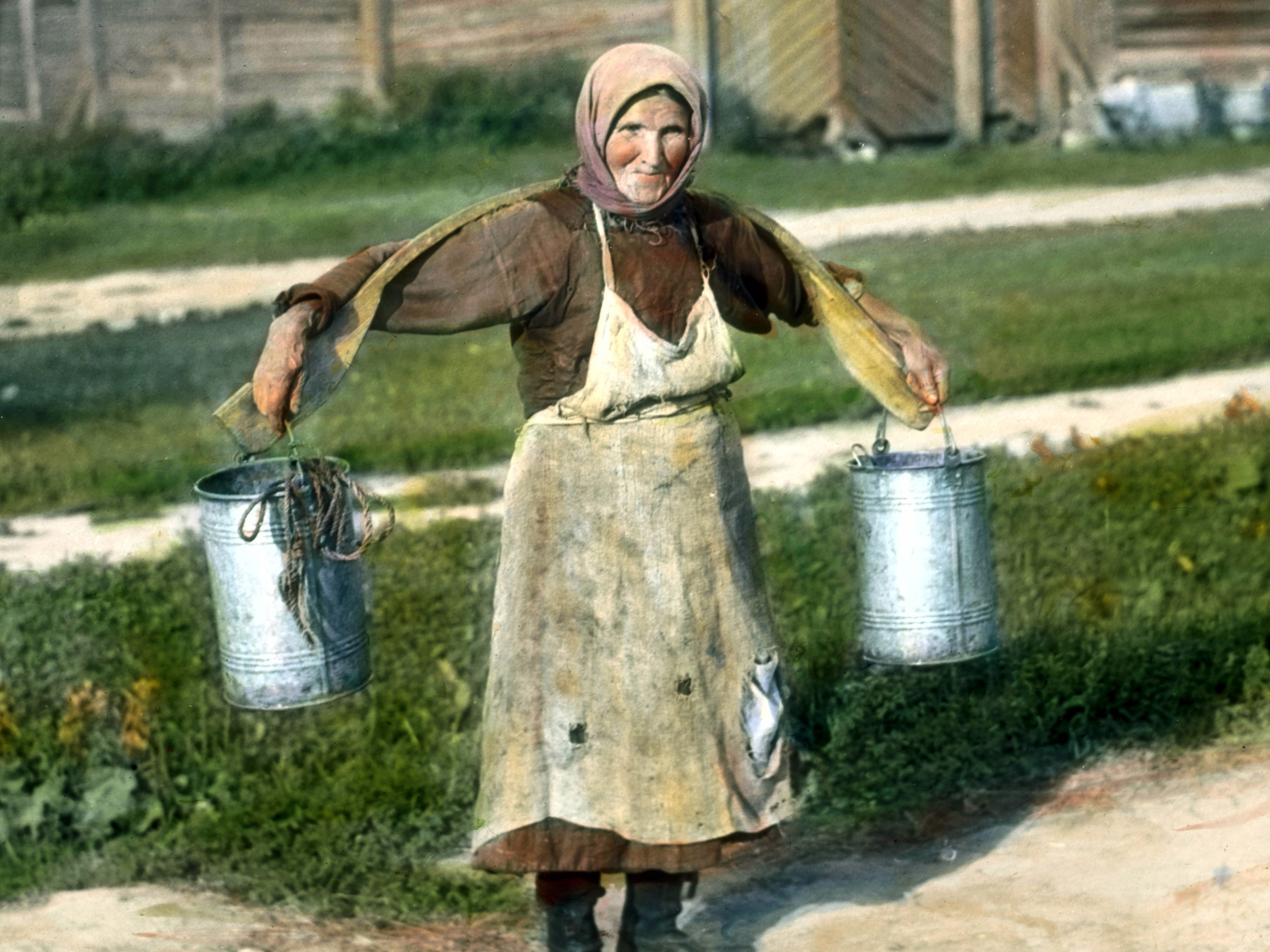
Ryska med ok utanför Leningrad, 1932
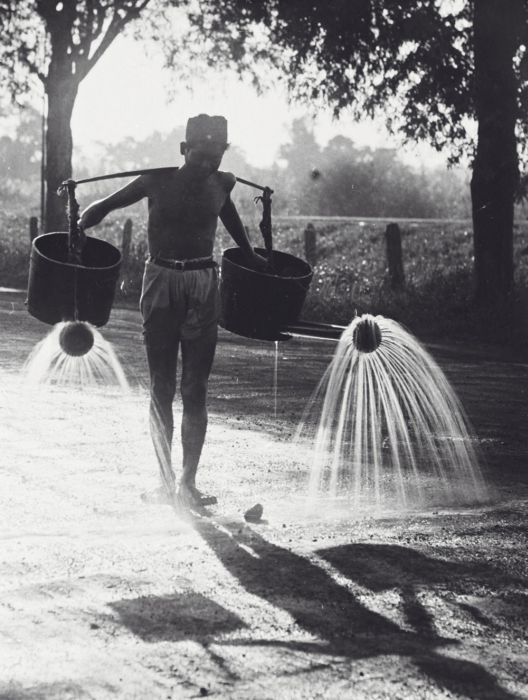
En vägarbetare med ok, som vattnar en väg i Nederländska Ostindien
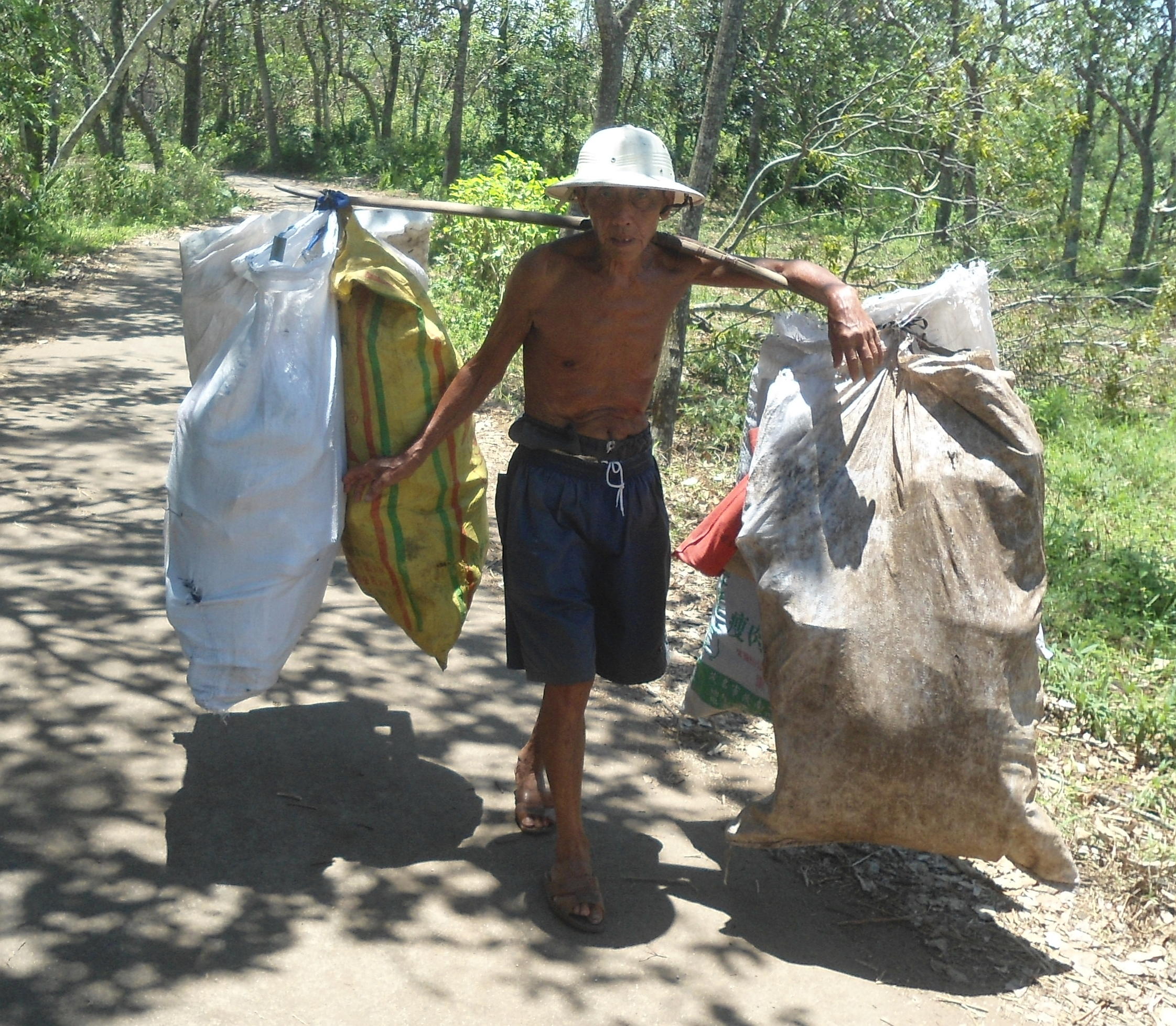
Kinesisk man med bärstång, som bär diverse gods, Hainan
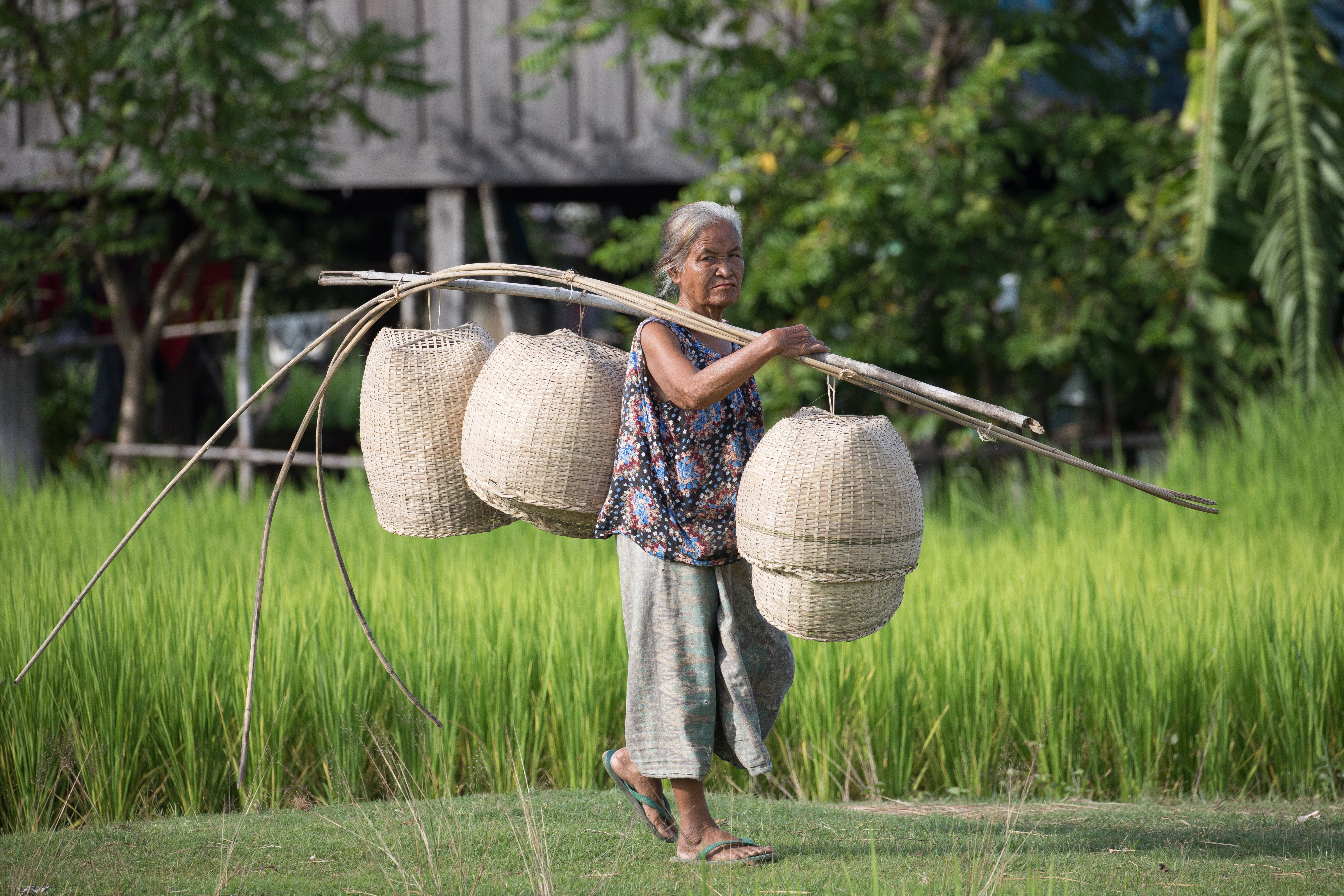
Laotisk kvinna bärstång, som bär korgar